# Vaughtia
Vaughtia is een geslacht van weekdieren uit de klasse van de Gastropoda (slakken).

## Soorten
- Vaughtia babingtoni (G. B. Sowerby III, 1892)
- Vaughtia dawnbrinkae Lussi, 2012
- Vaughtia dunkeri (Krauss, 1848)
- Vaughtia fenestrata (Gould, 1860)
- Vaughtia gruveli (Dautzenberg, 1910)
- Vaughtia hayesi (Lorenz, 1995)
- Vaughtia jucunda (Thiele, 1925)
- Vaughtia olivemeyerae Lussi, 2012
- Vaughtia parvifusus Lussi, 2012
- Vaughtia purpuroides (Reeve, 1845)
- Vaughtia scrobiculata (Dunker in Philippi, 1846)
- Vaughtia squamata Houart, 2003
- Vaughtia transkeiensis (Houart, 1987)